# Münsinger Vertrag

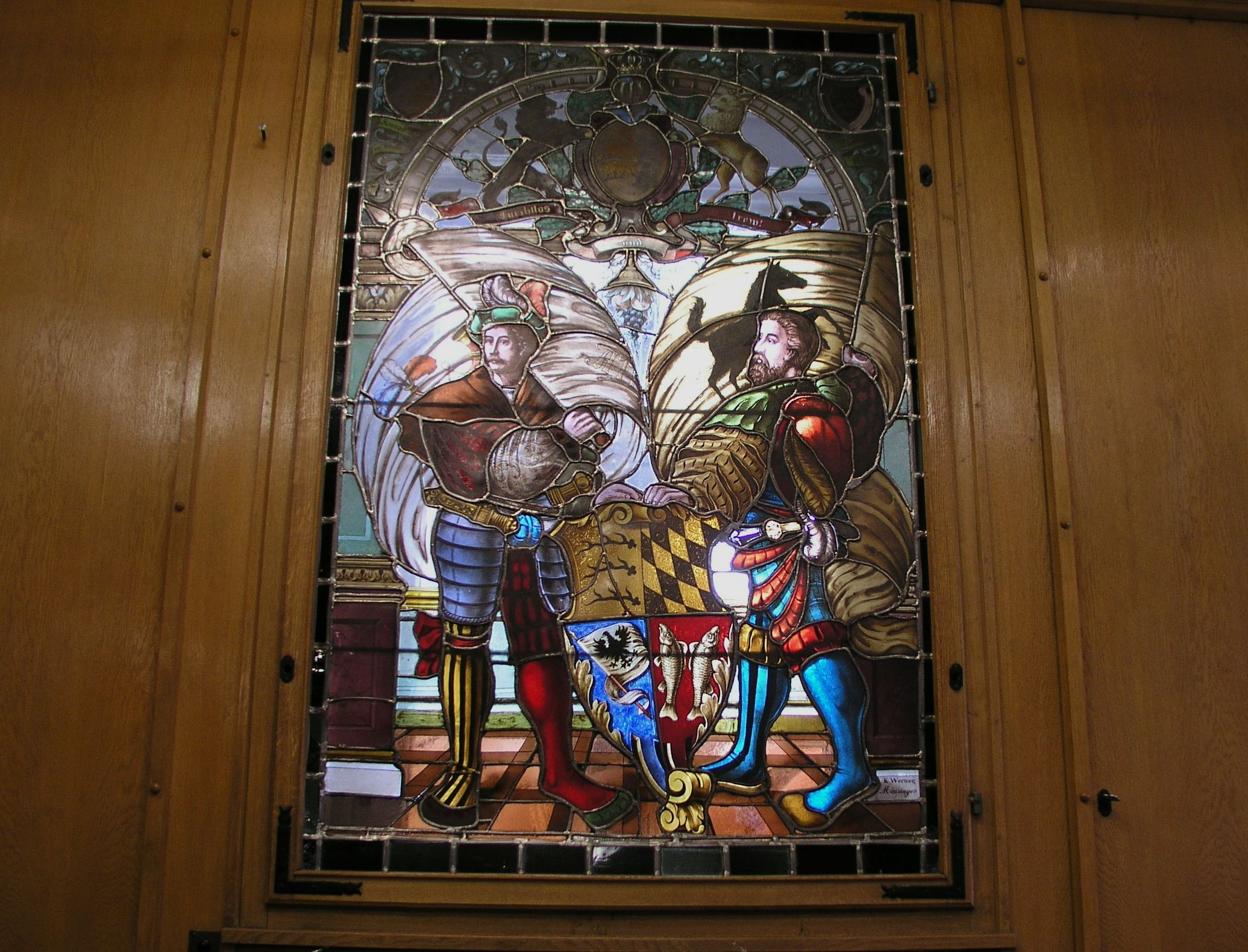
Glasfenster im Alten Rathaus in Münsingen

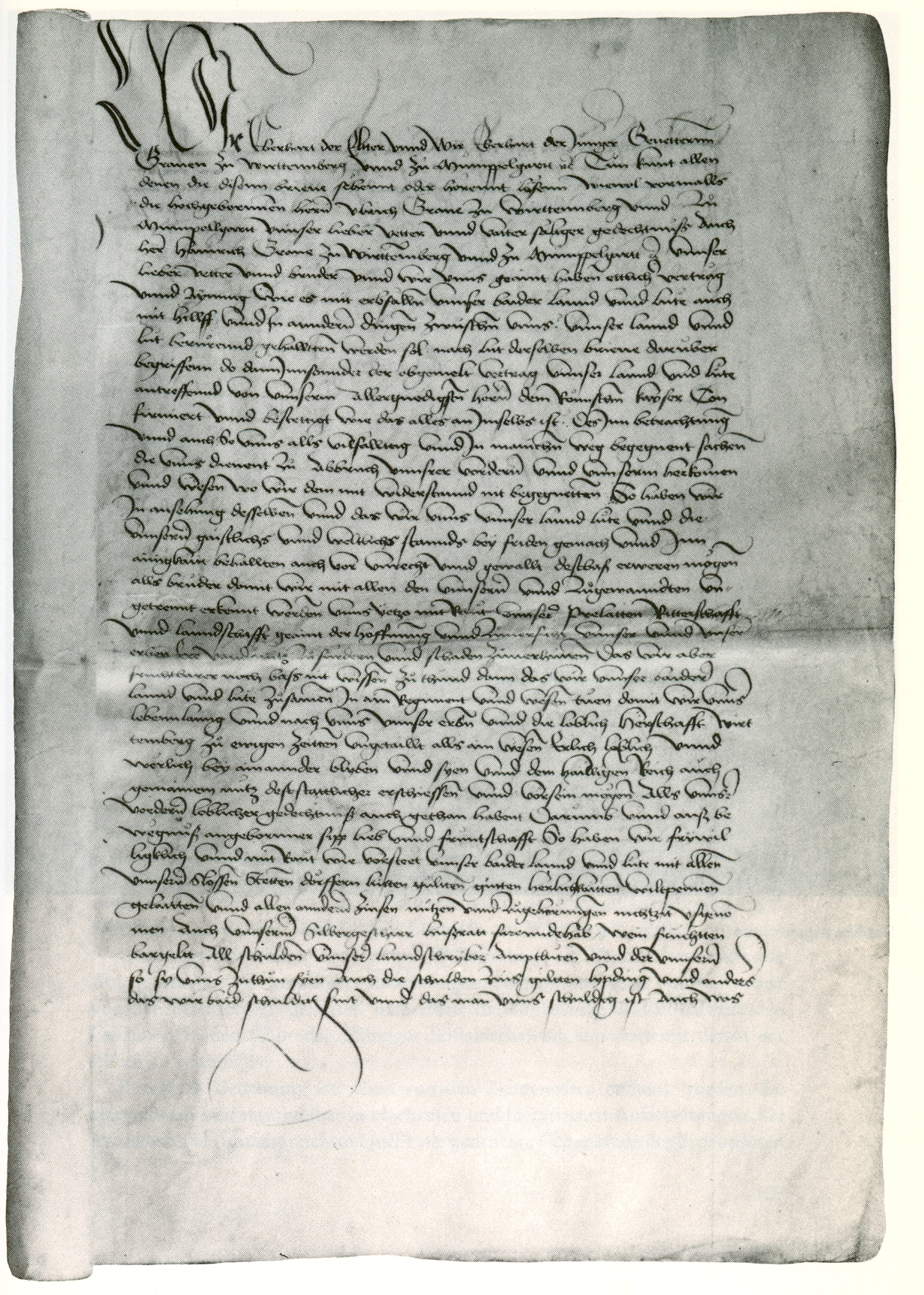
Erste Seite des Münsinger Vertrags im Hauptstaatsarchiv Stuttgart

Durch den Münsinger Vertrag vom 14. Dezember 1482 wurden die beiden Teile wiedervereinigt, in welche die Grafschaft Württemberg seit dem Nürtinger Vertrag von 1442 zerfallen war. Die Erbstreitigkeiten zwischen dem Uracher und dem Stuttgarter Teil wurden nach 40 Jahren beigelegt. Der in Urach residierende Graf Eberhard V. im Bart, der spätere Herzog Eberhard I., übernahm die Regierung des Landes und verlegte die Residenz nach Stuttgart, der Hauptstadt des anderen Landesteils. Die Erbfolge wurde auf den amtierenden Grafen im Stuttgarter Landesteil Eberhard VI. festgelegt. Mit dem Vertrag, der unter Beteiligung von Vertretern der württembergischen Landstände, der sogenannten Ehrbarkeit, in Münsingen ausgehandelt wurde, wurden die Unteilbarkeit des Landes und die Primogenitur (Erstgeburtsrecht) in Württemberg rechtsverbindlich festgelegt. Der Münsinger Vertrag verhinderte die Zersplitterung Württembergs und schuf so eine wichtige Voraussetzung für die Erhebung Württembergs zum Herzogtum im Jahr 1495.
Die Originalurkunde des Vertrags wird im Hauptstaatsarchiv Stuttgart verwahrt.